# Mistrzostwa Polski w Boksie 1992
63. Mistrzostwa Polski w boksie mężczyzn odbyły się w dniach 3–6 grudnia 1992 roku w Zamościu.

## Medaliści
| Kategoria:                        | Złoto:                              | Srebro:                               | Brąz:                                                                           |
| waga papierowa (do 48 kg)         | Andrzej Rżany (Igloopol Dębica)     | Laszek Pasowicz (KSZO Ostrowiec)      | Piotr Zając (Concordia Knurów)                                                  |
| waga musza (do 51 kg)             | Leszek Olszewski (KS Jastrzębie)    | Bogdan Jendrysik (Walka Zabrze)       | Arkadiusz Dygner (Start Elbląg) Krzysztof Wróblewski (Igloopol Dębica)          |
| waga kogucia (do 54 kg)           | Robert Ciba (Olimpia Poznań)        | Krzysztof Flakiewicz (Sokół Piła)     | Mariusz Dziembowski (Hetman Białystok) Marcin Kraiński (Start Elbląg)           |
| waga piórkowa (do 57 kg)          | Jacek Gwizdała (KS Jastrzębie)      | Mariusz Bogucki (Hetman Zamość)       | Jacek Bielski (Start Elbląg) Jarosław Brzozowiec (Gwardia Warszawa)             |
| waga lekka (do 60 kg)             | Grzegorz Jabłoński (Zagłębie Konin) | Piotr Borkowski (Concordia Knurów)    | Zdzisław Patalita (KSZO Ostrowiec) Dariusz Snarski (Hetman Białystok)           |
| waga lekkopółśrednia (do 63,5 kg) | Grzegorz Apoń (Hetman Białystok)    | Dariusz Czernij (Igloopol Dębica)     | Marek Pawłuszek (Gwardia Wrocław) Bogdan Więcek (Walka Zabrze)                  |
| waga półśrednia (do 67 kg)        | Wiesław Małyszko (KS Jastrzębie)    | Piotr Dreas (Zawisza Bydgoszcz)       | Mirosław Bobrowski (Zagłębie Konin) Jacek Konował (Hetman Zamość)               |
| waga lekkośrednia (do 71 kg)      | Grzegorz Strugała (Gwardia Wrocław) | Paweł Matuszewski (Zawisza Bydgoszcz) | Józef Gilewski (Concordia Knurów) Sławomir Nowicki (Sokół Piła)                 |
| waga średnia (do 75 kg)           | Robert Buda (Gwardia Wrocław)       | Tomasz Borowski (Gwardia Warszawa)    | Zbigniew Górecki (KS Jastrzębie) Bogdan Jakubczyk (KSZO Ostrowiec)              |
| waga półciężka (do 81 kg)         | Cezary Banasiak (KS Jastrzębie)     | Jacek Sujka (Gwardia Wrocław)         | Mirosław Kuntusz (Polonia Świdnica) Józef Strzechowski (Olimpia Poznań)         |
| waga ciężka (do 91 kg)            | Wojciech Bartnik (Gwardia Wrocław)  | Grzegorz Małyszko (KS Jastrzębie)     | Piotr Kuźma (Zawisza Bydgoszcz) Stanisław Łakomiec (Gwardia Warszawa)           |
| waga superciężka (powyżej 91 kg)  | Piotr Jurczyk (Sztorm Szczecin)     | Dariusz Jędruszko (Hetman Zamość)     | Krzysztof Rusiecki (niestowarzyszony) Józef Włodarczyk (Stal-Stocznia Szczecin) |